# Henning von Rumohr (1722-1804)
Henning von Rumohr (født 1722, død 5. juli 1804) var en slesvigsk godsejer.
Han var søn af Christian August von Rumohr til Runtoft (tysk: Rundhof) og Agnese Cecilie f. von Wickede. Ved arv og køb kom Rumohr i besiddelse af flere store godser. I Slesvig købte han 1748 Ø og arvede efter farbroderen Udmark (Ohrfeld) 1743, hvor han som den første godsejer i Sønderjylland ophævede livegenskabet og foretog udskiftningen. Han solgte 1773 begge godser og flyttede til Holsten, hvor han bosatte sig på det ham tilhørende gods Muggesfelde, som han 1778 afhændede. Samme år erhvervede han Trenthorst med Wulmenau. Efter broderen Christian August arvede han 1775 det Wickedeske Fideikommisgods Gross-Steinrade. 1790 var han ejer af Bliestorf og købte 1794 Schenkenberg og Krempelsdorf. I Sachsen erhvervede han Reinhardsgrimma ved foden af de sachsisk-bøhmiske bjerge. Her boede han 1784, og her fødtes hans søn, den kendte kunstkender Carl Friedrich von Rumohr. Rumohr døde 5. juli 1804.
Han var 2 gange gift: 1. gang 1749 med Ida Wilhelmine f. von Buchwald (1726-1761), datter af Friedrich Christian von Buchwald til Helmstorf og Dorothea f. von Rumohr, 2. gang med Wilhelmine f. baronesse von Fersen (død 10. marts 1807), datter af en i Syvårskrigen falden hannoveransk officer.